# Niels Aall
Niels Aall (født 1. december 1769 i Porsgrund, død 23. oktober 1854) var en norsk statsmand og godsejer. Han var søn af købmand og godsejer til Ulefoss, cand. theol. Nicolai Benjamin Aall (1739—1798), bror til Jacob og Jørgen Aall samt farfars far til Hans Jacob Aall.
Efter et flerårigt studieophold i England og Frankrig nedsatte han sig som købmand i Skien, hvor han betroedes forskellige kommunale hverv, og hvorfra Aall i krigsårene 1807—14 med store personlige opofrelser sørgede for kornforsyningen til hele Bratsberg Amt. 2. marts 1814 blev han af Prinsregenten udnævnt til regeringsråd og chef for 4. departement (for handels- og toldvæsenet) samt til andet medlem af overprovideringskommissionen, og var som sådan aktiv leder af landets forsyning med brødkorn. Udnævnt til statsråd 19. maj samme år blev han en ugestid senere i følge med Eidsvoldsmændene sorenskriver Christie og købmand Rosenkilde sendt til London for at underhandle med den engelske regering om Norges selvstændighed, en sendelse, hvorfra de dog i slutningen af juli samme år måtte vende tilbage med uforrettet sag. Efter hjemkomsten afsluttede han i forening med statsråd Jonas Collett 14. august 1814 konventionen i Moss. Efter at foreningen mellem Norge og Sverige således var kommen i stand, fik han 28. november afsked som statsråd. Ved Stortinget 1815—16 mødte han som 1. repræsentant for Bratsberg Amt og valgtes til præsident i Lagtinget. Senere trak han sig tilbage fra det offentlige liv og viede sig til sine omfattende forretninger som ejer af storgodset Ulefoss og mange andre ejendomme navnlig i Telemarken. Denne betydelige, men på grund af uheldige konjunkturer økonomisk haardt truede virksomhed overlod han 1840 til sin søn, kammerherre og foged Hans Aall (1805—1863). Niels Aall efterlod sig ligesom sine brødre Erindringer fra 1814, der første gang foreligger udgivet ved Christopher Brinchman (Kristiania 1911).